# Laufeia
Genre
Laufeia est un genre d'araignées aranéomorphes de la famille des Salticidae.

## Distribution
Les espèces de ce genre se rencontrent en Asie de l'Est, en Asie du Sud-Est et en Nouvelle-Zélande.

## Liste des espèces
Selon World Spider Catalog (version 25.0, 18/02/2024) :
- Laufeia aenea Simon, 1889
- Laufeia aerihirta (Urquhart, 1888)
- Laufeia banna Wang & Li, 2021
- Laufeia concava Zhang & Maddison, 2012
- Laufeia sasakii Ikeda, 1998
- Laufeia zhangae Wang & Li, 2022

## Systématique et taxinomie
Ce genre a été décrit par Simon en 1889 dans les Attidae.

## Publication originale
- Simon, 1889 : « Études arachnologiques. 21e Mémoire. XXXIII. Descriptions de quelques espèces recueillies au Japon, par A. Mellotée. » Annales de la Société Entomologique de France, sér. 6, vol. 8, p. 248-252 (texte intégral).